# Conlin McCabe
Conlin McCabe, född den 20 augusti 1990 i Brockville i Kanada, är en kanadensisk roddare.
Han tog OS-silver i åtta med styrman i samband med de olympiska roddtävlingarna 2012 i London.
Vid olympiska sommarspelen 2020 i Tokyo slutade McCabe och Kai Langerfeld på fjärde plats i tvåa utan styrman.